# Eusebio Delfín
Eusebio Delfín (Palmira (Cuba), 1º aprile 1893 – L'Avana, 28 aprile 1965) è stato un compositore, musicista e cantante cubano.

## Biografia
Nacque a Palmira (Cuba), Provincia di Villa Clara presso Santiago è stato un banchiere e un musicista cubano, noto per aver introdotto l'arpeggio nella musica popolare cubana e per le sue numerose composizioni.
Delfín studiò violino e clarinetto, ma presto passò alla chitarra e al canto. Il suo insegnante di chitarra fu Fernando Barrios, e il suo insegnante di canto fu Vincente Sánchez Torralba. Studiò musica con il valenciano Vicente Gelabert, con Vicente Sánchez Torralba e Fernando Barrios, imparando violino, flauto, canto e chitarra. Nel 1916 per la prima volta si esibì in pubblico, in concerti di beneficenza, nell'ambito dell'Ateneo al Teatro Terry di Cienfuegos.
A partire dal 1921, registrò numerose canzoni cubane, sia da solista che in duetto con partner come Rita Montaner. 
Secondo Guyún, Delfin fu responsabile del cambiamento dello stile utilizzato per accompagnare i boleri. Negli anni 1920 i boleri erano spesso accompagnati dalla chitarra strimpellando; Delfin introdusse uno stile semi-arpeggiato. Il suo stile divenne molto popolare. Le sue composizioni includono poesie musicate e scrisse anche i suoi testi, come il suo classico più noto, ¿Y tú qué has hecho?, Ansia e Qué Boca La Tuya.
| Controllo di autorità | VIAF (EN) 7586651 · ISNI (EN) 0000 0001 0867 5270 · Europeana agent/base/56489 · LCCN (EN) no99043035 · BNE (ES) XX1077181 (data) · BNF (FR) cb140196373 (data) · J9U (EN, HE) 987007352040105171 |